# Thereva discreta
Thereva discreta är en tvåvingeart som beskrevs av Becker 1922. Thereva discreta ingår i släktet Thereva och familjen stilettflugor. Inga underarter finns listade i Catalogue of Life.